# Les Méandres du succès
Pour plus de détails, voir Fiche technique et Distribution.
Les Méandres du succès (Зигзаг удачи, Zigzag udachi) est un film soviétique réalisé par Eldar Riazanov, sorti en 1968,.

## Fiche technique
- Photographie : Vladimir Nakhabtsev
- Musique : Andreï Petrov
- Décors : Ippolit Novoderejkin, Sergeï Voronkov, Olga Krutchinina
- Montage : Ekaterina Ovsiannikova